# Aditi

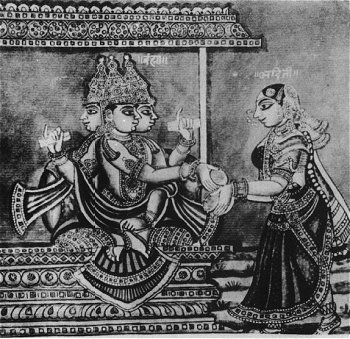
Aditi ber till Brahma.

Aditi (sanskrit अदिति), den gränslösa, är en hinduisk gudinna. Hon omnämns i en av sina gestalter som Krishnas moder och är en himmelsgudinna, som råder över framtiden och det förgångna samt fruktbarheten. I Vedaböckerna omtalas hon även som Vishnus maka.